# Падение Западной Римской империи

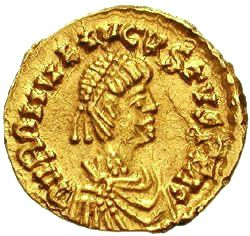
Малолетний западноримский император Ромул Август был низложен в 476 году. Титулярным императором, однако, продолжал оставаться Юлий Непот

Падение Западной Римской империи (падение Римской империи, падение Рима) — затяжной процесс упадка Западной Римской империи, в результате которого государство оказалось неспособно управлять своей огромной территорией и прекратило существование. В 455 году вандалами был разграблен Рим, а 4 сентября 476 года вождь федератов Одоакр свергнул последнего императора Западной Римской империи Ромула Августа. Таким образом закончилось многовековое существование древнеримского государства и завершилась античная эпоха в истории Рима (но официально государством римлян продолжала считать себя Византия).

## Пик могущества, систематическая слабость
Наибольшего географического расцвета Римская империя достигла при Траяне (98—117 гг. н. э.), который правил процветающим государством, простиравшимся от Армении до Атлантического океана. Империя располагала большим количеством обученных, экипированных и дисциплинированных солдат. Численность населения росла вплоть до III века. До правления Диоклетиана сохранялись республиканские институты, а император, хотя и располагал полнотой власти, считался лишь «первым среди равных» в соответствии с концепцией принципата. Империя обладала всеобъемлющей гражданской администрацией и местным самоуправлением, базирующимся в процветающих городах. Cursus honorum, стандартизованный набор военных и гражданских должностей, регламентировал политическую карьеру аристократов. Городские власти, обеспеченные собственными доходами, эффективно функционировали на местном уровне; члены городских советов имели возможности для независимого принятия решений.
Образованная элита считала Рим единственной достойной формой цивилизации, придававшей Империи идеологическую легитимность и культурное единство, основанное на всестороннем знакомстве с греческой и римской литературой и риторикой. Культы политеистической религии были чрезвычайно разнообразны, но большинство из них не претендовали на обладание единственной истиной. Их последователи проявляли терпимость, создавая полифоническую религиозную гармонию, а восстания в Иудее, имевшие религиозную подоплёку, подавлялись.
Тем не менее, империя оставалась государством, основанным на примитивном натуральном хозяйстве. Несмотря на наличие акведуков, водоснабжение не обеспечивало хорошей гигиены, а сточные воды выбрасывались на улицы или открытые стоки. Даже во время римского климатического оптимума всегда существовала вероятность местных неурожаев, приводящих к голоду. Даже в хорошие времена римским женщинам требовалось иметь в среднем по 6 детей для поддержания численности населения. Хорошее питание и телесная чистота были привилегиями богатых, что было заметно по их твёрдой поступи, здоровому цвету кожи и отсутствию «запаха немытых тел». Несмотря на высокие технические достижения в ряде областей и развитую торговлю, технические инновации слабо применялись в типичной хозяйственной деятельности.
Коррупция усиливалась и к концу II века достигла таких масштабов, что личная гвардия императора устроила аукцион за должность императора в 193 году. Начиная с III века императорская власть стала нестабильной, регулярно происходили военные столкновения между претендентами на этот пост.

## Процесс упадка

### Предпосылки

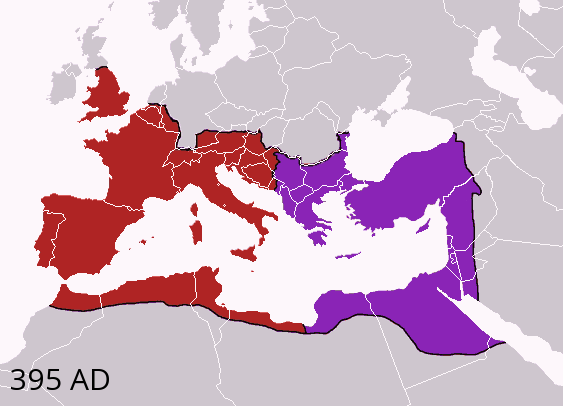
Разделение империи между сыновьями Феодосия

Римская цивилизация, достигнув пика своего развития во II веке нашей эры, вступила в период регресса и деградации.  Начиная с III века н. э. могущество Римской империи постепенно пошло на убыль — пришли в упадок морская торговля и развитие городов, сократилась численность населения.
В 150 году население империи равнялось приблизительно 65 миллионам человек, а в 400 году эта цифра уменьшилась до 50 миллионов, сокращение составило более чем 20 %. Некоторые учёные связывают его с холодным периодом раннего Средневековья (300—700 годы), когда снижение глобальных температур привело к ухудшению урожайности сельскохозяйственных культур. Другие авторы дополнительными причинами приводят снижение ценностей и морали, строгую регламентацию всей жизни для обеспечения нужд армии и сохранения имперской системы. 
Среди причин упадка указываются переход от республиканской к монархической форме правления, который привёл к постепенному размыванию институтов гражданского общества. Сенат постепенно терял своё значение, местное самоуправление ограничивалось, судебные органы ставились в подчинение имперской администрации. К началу III века государственный строй превратился в военно-бюрократическую монархию, а экономика стала приходить в упадок, началась аграризация общества. Однако культурный и технологический уровень империи ещё позволял ей доминировать над варварским окружением.
После правления «пяти хороших императоров» в Риме обострилась борьба за власть и империю регулярно сотрясали гражданские войны, кульминация которых вылилась в кризис III века. Это нанесло удар по развитию ремёсел и торговли, а ряд городов был разрушен. В послекризисный период экономическое положение несколько улучшилось, но общеимперский рынок, созданный в I—II веках нашей эры, пришёл в упадок, что породило рост экономического, а как следствие этого — и политического сепаратизма. Кризисный и послекризисный период сопровождался распространением христианства и упадком античной культуры.
В то время как армия варваров могла быть собрана и вдохновлена перспективой грабежа, легионам требовалось центральное руководство и систематизированная налоговая система, чтобы платить жалованье солдатам, постоянно и качественно тренировать новобранцев, а также снаряжать и кормить их. Снижение сельскохозяйственной и экономической активности, высокие налоги, неудачная экономическая политика и реформы, гражданские войны уменьшили доходы империи, а следовательно и её способность содержать хорошую профессиональную армию для защиты от внешних угроз.
С 376 года в Империю переселилось огромное количество населения, движимое гуннами, которые, возможно, сами были движимы изменением климата в евразийской степи. Кайл Харпер, обобщив новые данные и современный дискурс, считает болезни и изменение климата важными факторами политического коллапса в дополнение к традиционному дискурсу о политических решениях, социальной слабости и давлении варваров. Он описывает римский климатический оптимум примерно с 200 года до н. э. по 150 год н. э., когда земли вокруг Средиземного моря были в основном тёплыми и хорошо орошаемыми. Это сделало сельское хозяйство процветающим, набор в армию — лёгким, а сбор налогов — простым. С 150 по 450 год климат вступил в переходный период, когда налоги было труднее собирать, и они больше ложились на работающее население. Примерно после 450 года климат ещё больше ухудшился в позднеантичный малый ледниковый период. Это, возможно, напрямую способствовало множеству факторов, приведших к падению Рима. Римская империя была построена на краю тропиков. Её дороги и свободные от пиратов моря, которые способствовали изобилию торговли, также неосознанно создали взаимосвязанную экологию болезней, которая вызвала эволюцию и распространение патогенов. Пандемии способствовали массовым демографическим изменениям, экономическим кризисам и нехватке продовольствия во время кризиса III века .

### Правление Гонория. Взятие Рима

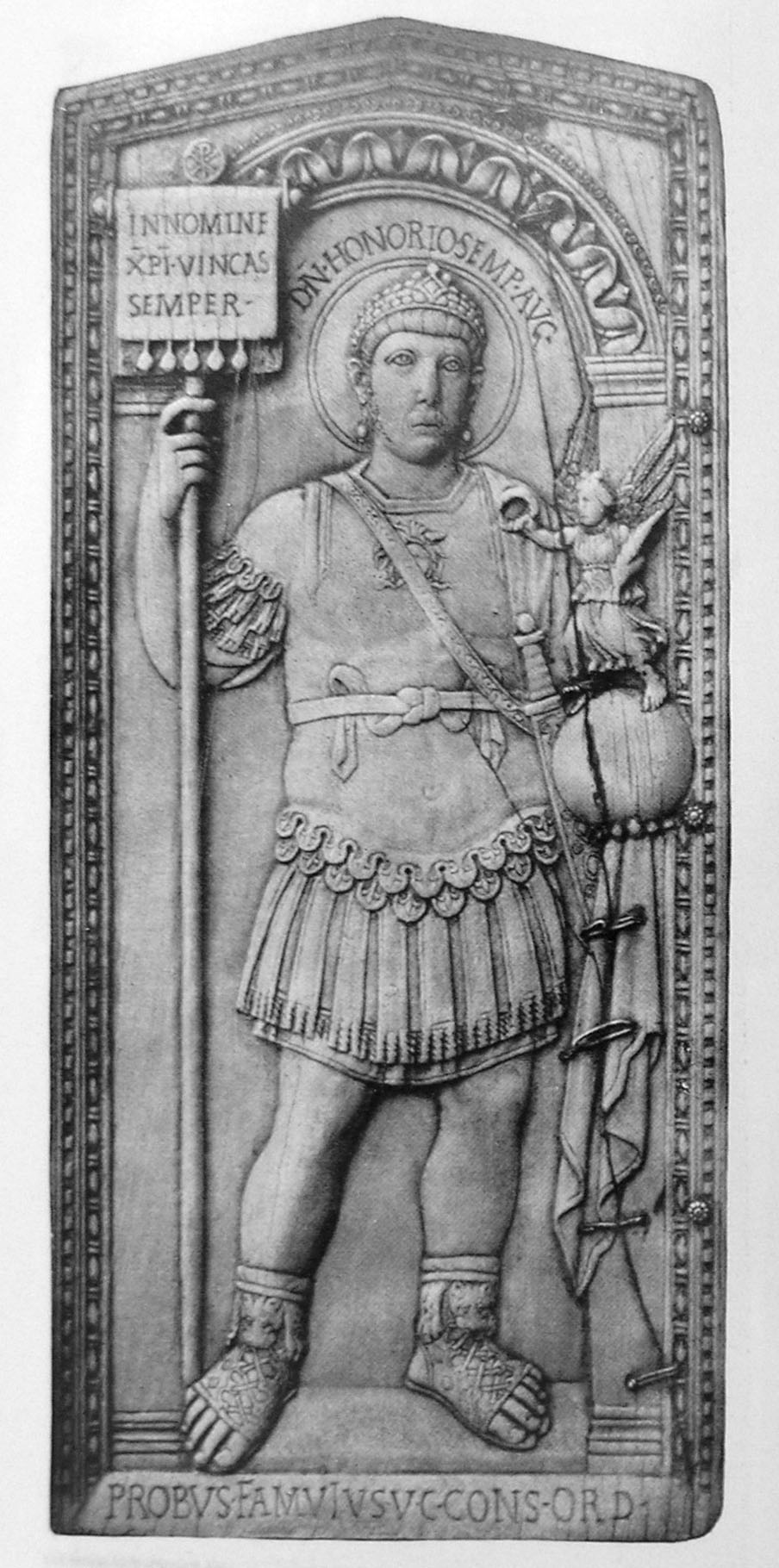
Император Гонорий (правил с 395 по 423 год)

Последний император, единолично правивший единой Римской империей, Феодосий I, разрешил готам селиться на её территории и усилил влияние варваров в римской армии (Феодосий привлекал готов к борьбе с претендентами на императорский трон). Перед своей смертью в 395 году он разделил империю на Западную и Восточную части, в которых стали править его сыновья (Гонорий в Риме и Аркадий в Константинополе).
Вскоре положение Западной Римской империи значительно осложнилось. В 401 году в Италию со стороны Балкан вторглись вестготы во главе с Аларихом, ранее состоявшем на римской службе (он был магистром армии Иллирика и его войско снабжалось за счёт империи). Аларих был разбит в 402 году не без помощи союзных Риму вандалов и аланов, вестготы были окружены, однако затем выпущены под обещание помочь в намечавшемся конфликте с восточно-римским императором. В 404 году готский вождь Радагайс повёл в Италию армию, состоявшую из остготов, вандалов и бургундов. Её с большим трудом удалось разгромить опекуну императора Гонория (395—423) вандалу Стилихону. После гибели Стилихона Аларих, войско которого Гонорий отказался взять на службу, вновь двинулся в Италию. Рим пережил две осады в 408 и 409 годах, а затем впервые за 8 веков (после захвата города галлами около 390 до н. э.) был взят 24 августа 410 года и подвергнут двухдневному разграблению. Столицей на тот момент была неприступная Равенна, в которой император мог чувствовать себя в относительной безопасности. Вестготам была выделена территория в Аквитании (юго-запад современной Франции), которая формально осталась в составе империи, но в дальнейшем там было создано первое варварское королевство.
Тем временем в 407 году варвары прорвали рейнскую границу и разорили Галлию и Испанию. Исидор так описал бедствия населения Пиренейского полуострова от пришельцев:

«Убивая и опустошая, вдоль и поперёк, они поджигали города и пожирали награбленные запасы, так что население от голода употребляло в пищу даже человечину. Матери ели своих детей; дикие звери, привыкшие насыщаться телами павших от меча, голода или мора, нападали даже на живых…»

Одновременно Британия, часть Галлии и Испании перешли под контроль узурпатора Константина. Лишь через несколько лет (в 411 году) войска Константина были разбиты военачальником и будущим соправителем Гонория Констанцием.
Тем не менее, римское правление сохранилось в Африке, Италии, на большей части Галлии и части Испании (что далеко не всегда означало непосредственный контроль со стороны центральной администрации).
В период правления Гонория военная мощь империи была необратимо подорвана, большинство регулярных римских легионов прекратили своё существование как в результате боевых столкновений, так и из-за отсутствия снабжения.

### Правление Валентиниана. Потеря провинций
В правление Валентиниана III (425—455) давление варваров на Западную Римскую империю усилилось. В 429 году вандалы и аланы под руководством Гейзериха переправились из Испании в Африку по приглашению узурпатора Бонифация и двинулись на восток, разбив римские войска и захватив ряд провинций. В середине 440-х годов началось завоевание Британии англами, саксами и ютами. В начале 450-х годов на Западную Римскую империю обрушились гунны во главе с Аттилой. В июне 451 года римский полководец Аэций в союзе с вестготами, франками, бургундами и саксами нанёс Аттиле поражение на Каталаунских полях (к востоку от Парижа), однако уже в 452 году гунны вторглись в Италию. Только смерть Аттилы в 453 году и распад его племенного союза избавили Запад от гуннской угрозы.
Аэций был последним крупным римским полководцем неварварского происхождения. Валентиниан убил его в 454 году.
В марте 455 года Валентиниан III был свергнут сенатором Петронием Максимом. В июне 455 года вандалы захватили Рим и подвергли его страшному разгрому. Западной Римской империи был нанесён смертельный удар. Вандалы подчинили себе Сицилию, Сардинию и Корсику. В 457 году бургунды заняли бассейн Родана (современной Роны), создав самостоятельное Бургундское королевство.

### Окончательный коллапс

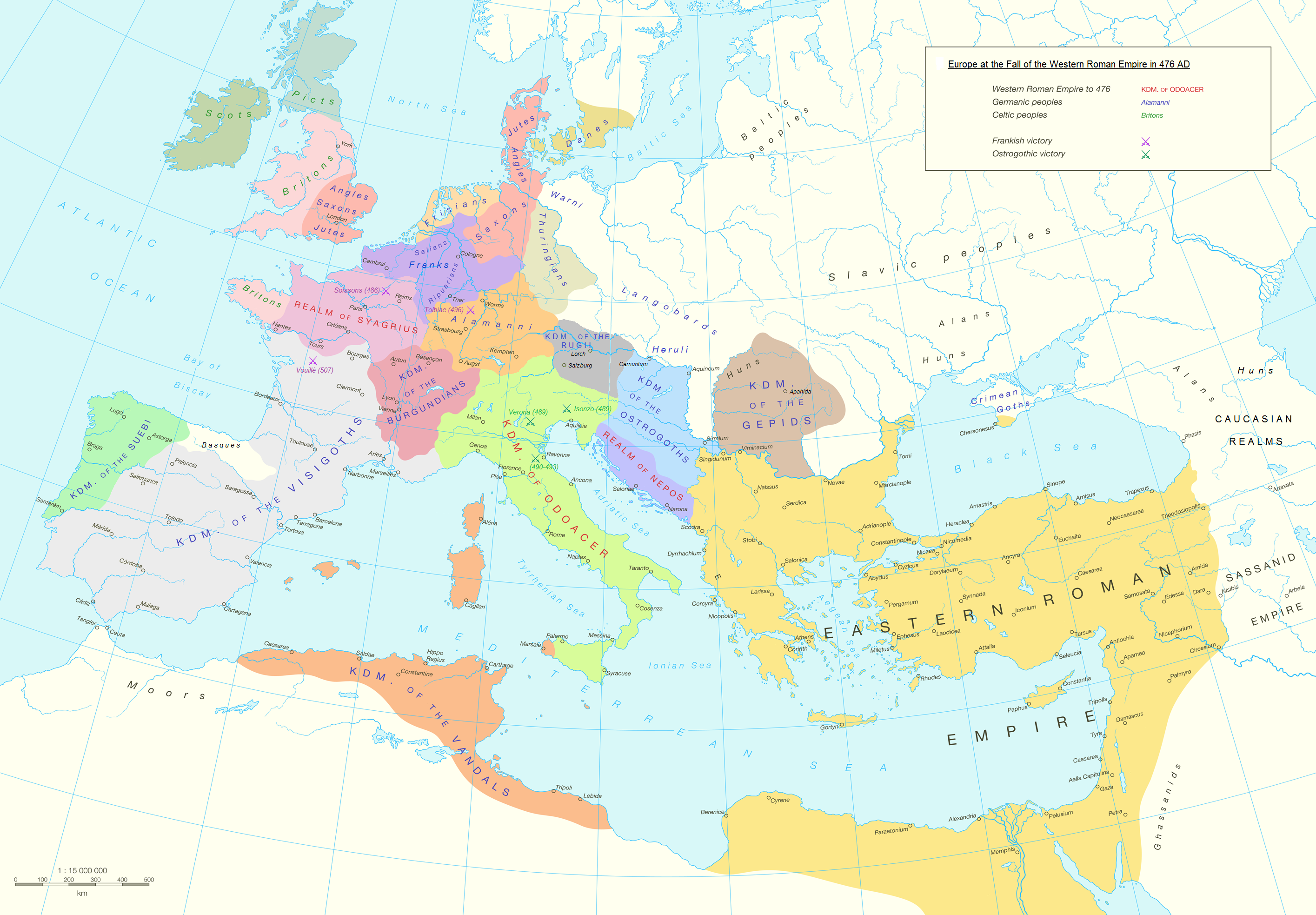
Европа и Средиземноморье в 476 году

Престол стал игрушкой в руках варварских военачальников, которые по своей воле провозглашали и низвергали императоров. Последним римским императором, пытавшимся проводить самостоятельную политику, был Майориан (457—461). Ему удалось отвоевать значительную часть Испании и часть Галлии, император также пытался остановить разрушение архитектуры Рима. Однако он был свергнут варварским военачальником Рицимером и погиб в 461 году. Под властью Рима к середине 460-х годов осталась фактически одна Италия.
Затянувшейся агонии Западной Римской империи положил конец скир Одоакр: в 476 году он сверг последнего западно-римского императора Ромула Августа, отослал знаки высшей власти восточно-римскому императору Зенону и основал на территории Италии собственное варварское королевство. Восточно-римский император Зенон возвёл Одоакра в патриции и признал римским наместником (хотя де факто тот являлся независимым правителем).
Современная историография приняла 476 год в качестве границы, разделяющей античную и средневековую эпохи. Однако современники событий, хотя и осознавали своё время как период хаоса и упадка, не воспринимали переворот Одоакра в качестве окончательной гибели империи или переломного исторического события.
Процесс упадка продолжился и после падения Западной Римской империи: так, сенат прекратил своё существование к 630 году; при раннем варварском правлении, в отличие от более позднего периода, ещё было возможно творчество Боэция и Кассиодора.

## Причины упадка

Реконструкция температур по ледяным кернам Гренландии за последние 10 тыс. лет (видна тенденция на снижение температуры в I—VIII веках н. э.)

Говоря о факторах, приведших к утрате величия и мощи Римской империи, современные историки указывают на неэффективность её армии в поздний период, несмотря на рост списочной численности, состояние здоровья и относительную малочисленность населения Рима, высокое налогообложение и плачевное состояние экономики, некомпетентность императоров и неэффективность гражданской администрации, религиозные изменения. Свой весомый вклад в поражение Рима внесло и усиливающееся давление «варваров», не подвергшихся латинизации. Причины падения Рима представляют собой одну из ключевых проблем, рассматриваемых в историографии античного мира. Начало этому исследованию было положено в работе английского историка Эдварда Гиббона «История упадка и падения Римской империи».
По словам известного российского антиковеда Е. В. Фёдоровой, «никакие внешние силы не могли сокрушить античный Рим; в конечном итоге его погубили милитаризм и рабство».
Среди причин также называют климатические изменения: после благоприятного времени наступил холодный и засушливый период.